# Priabona
Priabona és una frazione del municipi de Monte di Malo, a la província de Vicenza, regió del Veneto, a Itàlia, es troba en un pas a 253 metres d'altitud entre la Vall de l'Agno i la plana vicentina de Schio i Thiene. La parròquia té 745 habitants.
Áquest lloc dona nom al període geològic Priabonià dins l'Oligocè pels estrats de roca que afloren en aquest indret.

## Història
Priabona a l'antiguitat era coneguda com a Petra mala, i sembla que s'hi van erigir dos castells.
L'origen del castell anomenat antigament castrum S. Victoris s'identifica amb el castell de Malo que passà del bisbat de Vicenza al Comte Savino di Malo, l'any 1222, i successivament destruït per Ezzelino il Tiranno. El castell era la lloc de l'actual Església de San Vittore, sobre un coll que dominava el pas homònim.
No és tan clar on estava situat el segon castell.